# Meine Seele rühmt und preist
Meine Seele rühmt und preist est une cantate religieuse composée par Georg Melchior Hoffmann. Précédemment attribuée à tort à Johann Sebastian Bach elle a donc été numérotée BWV 189. L’œuvre avait été composée en 1728 pour l'Annonciation.

## Structure et composition
La pièce est écrite pour deux flûtes traversières, hautbois, violon et basse continue ainsi qu'un ténor soliste.